# 岸本站
岸本站（日语：／ Kishimoto eki */?）是位於鳥取縣西伯郡伯耆町押口字三日市上，屬於西日本旅客鐵道（JR西日本）的伯備線車站。

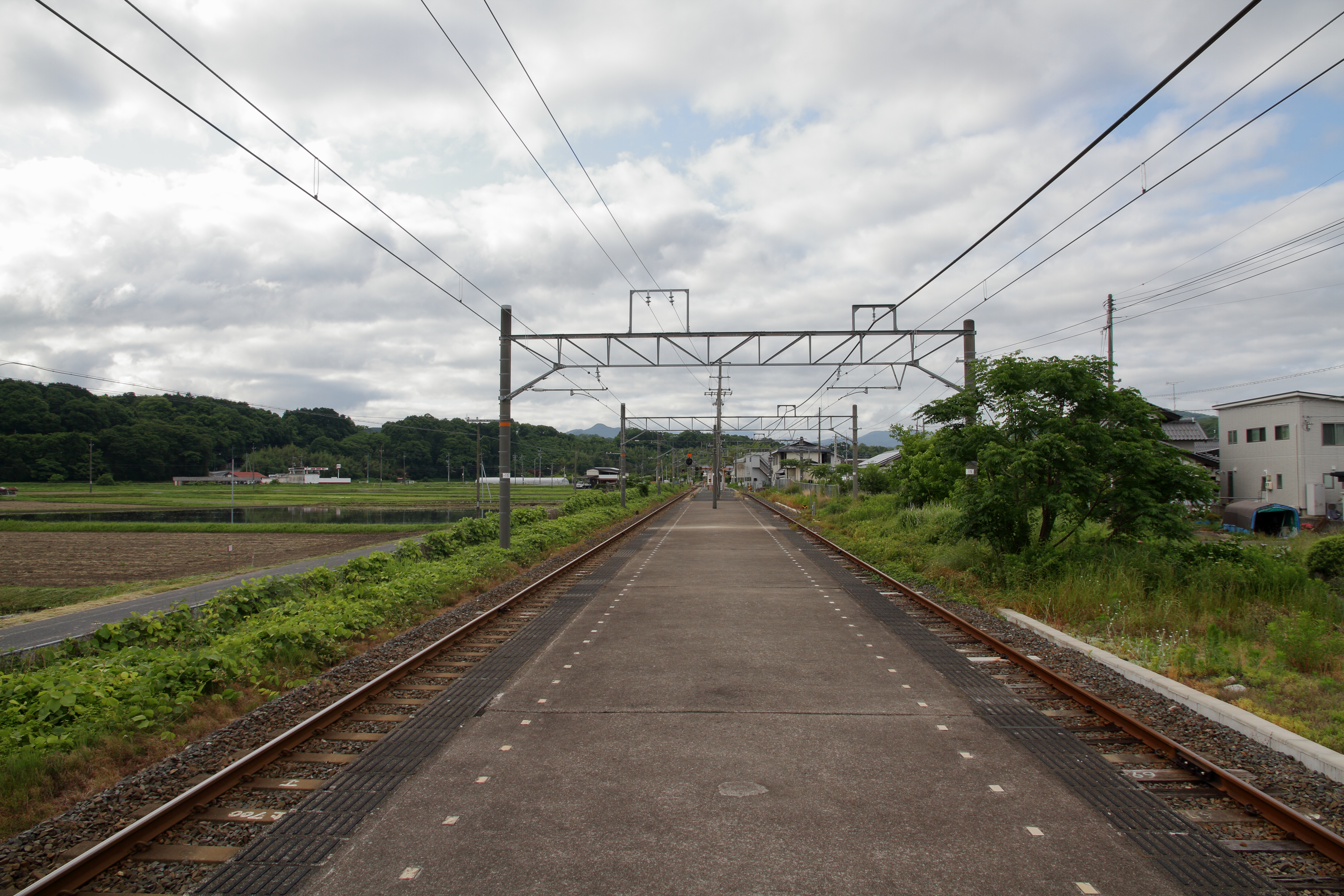
月台(2024年6月)

## 歷史
- 1919年（大正8年）8月10日 - 伯備北線伯耆大山站至伯耆溝口站之間開業，此站啟用。 
  - 當時車站地址鳥取縣西伯郡大幡村押口字三日市上。
- 1928年（昭和3年）10月25日 - 伯備北線成為伯備線一部分。
- 1955年（昭和30年）3月31日 - 隨著岸本町成立，車站地址為鳥取縣西伯郡岸本町押口字三日市上。
- 1987年（昭和62年）4月1日 - 伴隨國鐵分割民營化，車站由西日本旅客鐵道（JR西日本）營運。
- 2005年（平成17年）1月1日 - 隨著伯耆町成立，車站地址為鳥取縣西伯郡伯耆町押口字三日市上。
- 2017年（平成29年）4月1日 - 車站成為無人車站。

## 車站構造
本站是地面車站，設有1面2線的島式月台，可進行列車交會。1號月台為上下行本線，2號月台為下行副本線。路軌為一線通過結構。通常上下行列車會用1號月台（包括通過列車）。由於上行列車不可駛入2號月台，因此下行特急列車進過，上行列車進行列車交會時，該特急列車不會停在2號月台。
此站是由米子站管理的無人車站，站房則與伯耆町商工會館共構。本站的站房在平日上午8時半至下午5時15分開放使用，其他時間則關閉，乘客需繞過車站外圍後橫越站內平交道進入月台。此站在2017年3月前為簡易委託車站，當時站內設有售票櫃臺。

### 月台
| 月台 | 路線   | 上下行 | 方向           | 備註               |
| ---- | ------ | ------ | -------------- | ------------------ |
| 1    | 伯備線 | 上行   | 新見、岡山方向 |                    |
| 1    | 伯備線 | 下行   | 米子方面       | 通常使用此月台     |
| 2    | 伯備線 | 下行   | 米子方面       | 進行列車交會時使用 |

## 使用狀況
以下為近年1日平均上下車人次列表：
| 乘車人次變化 | 乘車人次變化      |
| 年度         | 1日平均上下車人次 |
| ------------ | ----------------- |
| 2012年       | 236               |
| 2013年       | 212               |
| 2014年       | 166               |
| 2015年       | 160               |

## 車站周邊
- 植田正治寫真美術館（日语：植田正治写真美術館）
- 伯耆町公所
- 岸本郵局
- 鳥取銀行
- 山陰合同銀行
- 伯耆町立岸本中學（日语：伯耆町立岸本中学校）
- 伯耆町立岸本小學（日语：伯耆町立岸本小学校）
- 國道181號（日语：国道181号）（國道183號（日语：国道183号）、國道482號（日语：国道482号）重疊區間）
- 鳥取縣道53號淀江岸本線（日语：鳥取県道53号淀江岸本線）
- 鳥取縣道326號大山高原智能交匯線（日语：鳥取県道326号大山高原スマートインター線）

## 相鄰車站
西日本旅客鐵道
 伯備線
伯耆溝口－岸本－伯耆大山

## 注腳
1. ↑  国土数値情報(駅別乗降客数データ)  （页面存档备份，存于） - 國土交通省，2019年7月4日參閲

## 外部連結
- 岸本｜車站資訊：JR出門網 - 西日本旅客鐵道